# Doug Lefler
Doug Lefler (Los Angeles, 17 luglio 1970) è un regista, sceneggiatore, animatore e produttore cinematografico statunitense.

## Biografia
Lefler è nato a Los Angeles, California, ed ha iniziato a fare i suoi primi film a casa all'età di dodici anni. Ha iniziato nel mondo del cinema come animatore, con cortometraggi realizzati da bambino e poi ha frequentato il California Institute of the Arts dove, tra gli altri, ha avuto come compagni di classe Tim Burton, John Lasseter, John Musker e Brad Bird.
Dopo aver lavorato per la Disney e altri studi per diversi anni come storyboard artist e animatore decide di passare alla regia. Ha lavorato per molti anni come scrittore e artista storyboard su caratteristiche live-action prima di ottenere la sua prima occasione di dirigere la seconda unità de L'armata delle tenebre di Sam Raimi nel 1991 di cui cura la seconda unità anche di Soldi sporchi e Spider-Man. Raimi lo coinvolge anche nella realizzazione delle varie serie televisive da lui prodotte quali Hercules, Xena - Principessa guerriera, American Gothic e Spy Game.
Nel 1998 dopo aver diretto alcuni episodi di altri serie televisive come F/X e Mortal Kombat: Conquest, Lefler dirige un episodio dell'ultima stagione di Babylon 5 sceneggiato da Neil Gaiman.
Di recente ha diretto L'ultima legione con Colin Firth e Ben Kingsley, tratto dell'omonimo libro di Valerio Massimo Manfredi.
È uno degli artisti di storyboard dell'azienda di effetti speciali The Third Floor.

## Filmografia

### Regista

#### Cinema
- Dragonheart 2 - Una nuova avventura (Dragonheart: A New Beginning, 2000, per Home video)
- L'ultima legione (The Last Legion, 2007)

#### Televisione
- Hercules e il cerchio di fuoco (film TV, Hercules and the Circle of Fire, 1994)
- Hercules (serie TV, Hercules: The Legendary Journeys, 1995, 3 episodi: La creatura malefica, Il viaggio verso Calidone e Hercules e il principe dei ladri)
- JAG - Avvocati in divisa (serie TV, 1995, episodio Morte ad Arlington)
- Xena - Principessa guerriera (serie TV, Xena: Warrior Princess, 1995-2001, 3 episodi: Xena e la giovane Olimpia, Xena contro il Distruttore e Xena ritrova se stessa)
- American Gothic (serie TV, 1996, episodio Doctor Death Takes a Holiday)
- Spy Game (serie TV, 1997, 2 episodi: 1x03 e 1x10)
- F/X (serie TV, 1997, 2 episodi)
- Mortal Kombat: Conquest (serie TV, 1998, episodio Fredda realtà)
- Babylon 5 (serie TV, 1998, episodio La cometa dei Brakiri)

### Sceneggiatore

#### Cinema
- Taron e la pentola magica (The Black Cauldron), regia di Ted Bernan e Richard Rich (1985)
- Alba d'acciaio (Steel Dawn), regia di Lance Hool (1987)

#### Televisione
- Hercules (serie TV, Hercules: The Legendary Journeys, 1995, episodio Hercules e il principe dei ladri)

### Regista seconda unità

#### Cinema
- L'armata delle tenebre (Army of Darkness), regia di Sam Raimi (1991)
- Soldi sporchi (A Simple Plan), regia di Sam Raimi (1998)
- Spider-Man, regia di Sam Raimi (2002)

#### Televisione
- Hercules e le donne amazzoni (Hercules and the Amazon Women), regia di Bill L. Norton (film TV, 1994)
- Hercules e il regno perduto (Hercules and the Lost Kingdom), regia di Harley Cokeliss (film TV, 1994)

### Produttore
- Boogeyman - L'uomo nero (Boogeyman), regia di  Stephen Kay (2005, co-produttore non accreditato)